# 岩沢建一
岩沢 建一（いわさわ けんいち、1953年 - ）は、東京都出身の元アマチュア野球選手。ポジションは捕手、内野手、外野手。

## 来歴・人物
日本大学第三高等学校では同期のエース渡部良克（日大－名古屋日産）とバッテリーを組み、四番打者として2年生時に1970年春の選抜に出場。2回戦に進むが、淡口憲治、羽田耕一、中西清治らのいた三田学園に敗退。同年夏の甲子園都予選は準決勝で日大一高の保坂英二に抑えられ惜敗。翌1971年春の選抜にも連続出場。準々決勝で深谷商、準決勝では坂出商に完封勝ち。決勝でもエース奥田直也を擁する大鉄高を完封で降し初優勝を飾る。同年夏は都予選準決勝でまたも日大一高の保坂に完封負けを喫する。1年下のチームメイトに吉沢俊幸、待井昇がいた。
渡部とともに日本大学に進学。しかし期待の渡部は故障、1年下にエースの佐藤義則がいたもののチームは低迷。東都大学野球リーグでは1974年秋季リーグ後に二部降格（1季のみ）も経験する。しかし打の主軸としてチームを再建、優勝には届かなかったが1975年秋季リーグでは駒大に次ぐ2位となる。大学同期に軟式野球から転向した木村広がいた。
卒業後は日産自動車に入社。1976年の都市対抗に右翼手、四番打者として出場。1978年の社会人野球日本選手権は1回戦で大丸から本塁打、準々決勝に進むが北海道拓殖銀行に延長13回の末に5-6で惜敗。この試合でも2安打を放ち、同大会の優秀選手賞（一塁手）を獲得した。1979年の都市対抗では藤田康夫、名取和彦の二本柱が好投、準決勝に進むが熊谷組の小林秀一らに抑えられ敗退。